# 刘云泉
刘云泉（1943年—），男，汉族，四川射洪人，中国书法家，一级美术师，曾任中国书法家协会理事。